# Shlomo Lavi
Shlomo Lavi (שלמה לביא), de son vrai nom "Levkovitz", est un écrivain, leader des idées de l'implantation sioniste en Palestine.

## Biographie
Shlomo Lavi naît à Płońsk en Pologne en 1882 et émigre en Palestine en 1905, où il travaille comme agriculteur, puis s'engage dans le Gdoud Haavoda. Durant la Seconde Guerre mondiale, Shlomo Lavi s'engage dans les rangs de la Brigade juive.
Lavi est l'un des fondateurs du kibboutz Eïn-Harod.
Shlomo Lavi meurt à Eïn-Harod en 1963.